# Александър Тацов
Александър Николаев Тацов е български историк и политик.

## Биография
Роден е през 1877 г. в Етрополе. Завършва история в Софийския университет, след което учителства в Ново село и Кула, Видинско, а по-късно в гимназиите в Попово и София. Директор на прогимназията в Етрополе. Създател и активен участник е в изграждането на културни, професионални, кооперативни и граждански организации в Етрополе в края на ХІХ и началото на ХХ век. В периода 1924 – 1932 г. е секретар на Столична община и началник на административното ѝ отделение. По това време реорганизира администрацията на общинското управление и архивното дело, като ги поставя на модерни, европейски начала. Създават се Музея на София, Столичната градска библиотека, Софийския архив и Градската галерия. Член е на Демократическата партия.
Повече от 40 години проучва историческото развитие на Етрополе и София, както и на Софийското общинско управление. Автор е на шест книги и над 30 статии и изследователски материали в тази област.
За своята обществена, професионална и научна дейност с указ на цар Борис ІІІ през 1939 г., е награден с орден „За гражданска заслуга“ ІV степен. По решение на Етрополския общински съвет една от улиците в града носи негово име през 1940-те години.
Умира през 1940 г.